# Pierre Poilievre
Pierre Marcel Poilievre, né le 3 juin 1979 à Calgary (Alberta), est un expert-conseil en communications, homme d'affaires et homme politique canadien. Il est chef du Parti conservateur du Canada depuis le 10 septembre 2022 et chef de l'opposition officielle depuis le 10 septembre 2022 (à l’exception de la période s’étalant du 28 avril au 18 août 2025).
Il est député à la Chambre des communes des circonscriptions ontariennes de Nepean—Carleton de 2004 à 2015 et de Carleton de 2015 à 2025, puis de la circonscription albertaine de Battle River—Crowfoot depuis 2025.
Il exerce les fonctions de ministre d'État des Institutions démocratiques de 2013 à 2015 et ministre des Ressources humaines et du Développement social en 2015 dans le cabinet de Stephen Harper.

## Biographie

### Jeunesse et études
Adopté par des professeurs fransaskois, il étudie les relations internationales à l'Université de Calgary et participe aux forums de débat du campus pendant ses études.
Avant de se lancer en politique, il est copropriétaire et opérateur de 3D Contact Inc., une firme de sondage et de consultants, l'autre partenaire étant Jonathan Denis, avocat à Calgary. Il travaille également pour Magna International, se concentrant sur les communications et fait du travail de relations publiques à Toronto. Avant son élection en tant que parlementaire, il travaille comme assistant pour les députés Stockwell Day et Jason Kenney de l'Alliance canadienne. En 1999, il contribue à un essai sur les politiques publiques pour le livre At Stake, une collection d'essais du programme As Prime Minister Awards de Magna International.

### Parcours politique
Il remporte la nomination du Parti conservateur dans la circonscription de Nepean—Carleton pour les élections fédérales de 2004, à l'âge de 25 ans, après que le député provincial ontarien John Baird décide de ne pas se présenter. Dans une course très observée, Poilievre défait le ministre David Pratt, candidat à sa réélection pour le Parti libéral du Canada, par près de 4 000 voix, soit 5,5 % du total des suffrages. Les libéraux sont réduits à un gouvernement minoritaire lors des élections.
Lors des élections fédérales de 2006, il est réélu avec 55 % des voix, défaisant le candidat libéral par plus de 19 000 voix. Les conservateurs peuvent former un gouvernement minoritaire à l'échelle nationale. Le 7 février 2006, il est nommé secrétaire parlementaire de l'honorable John Baird, le président du Conseil du Trésor. Réélu en 2008 avec 55,8 % des voix et en 2011 avec 55,4 % des voix, il se présente dans la nouvellement rétablie circonscription de Carleton en 2015, à la suite de l'abolition de Nepean—Carleton. Il est réélu avec 46,8 % des voix.
Nommé ministre d'État des Institutions démocratiques le 15 juillet 2013 par le premier ministre Harper, il devient ministre des Ressources humaines et du Développement social le 9 février 2015 en remplacement de Jason Kenney. Poilievre quitte ses fonctions le 4 novembre 2015, lors de l'entrée en fonction du cabinet de Justin Trudeau.

### Course au leadership du Parti conservateur
L'un des co-présidents de la campagne de Pierre Poilievre est John Baird, un ancien ministre du gouvernement Harper que Pierre Poilievre considère comme l'un de ses mentors. Une controverse sur le choix de Baird éclate lorsque Poilievre déclare « qu’aucun membre d’un gouvernement Poilievre ne participerait au Forum économique mondial à Davos » alors que John Baird aurait assisté à quatre reprises à ce forum lorsqu'il était ministre dans le gouvernement de Stephen Harper.
Une autre controverse sur le choix de Leo Housakos à titre de co-président de la campagne de Pierre Poilievre fait surface durant la course au leadership du Parti conservateur. Le nom de Housakos est mentionné à maintes reprises durant la commission Charbonneau et plusieurs allégations qui n'ont jamais pu être prouvées le lient à des activités de financement douteuses durant les années où Leo Housakos était impliqué avec l'Action démocratique du Québec et avec Union Montréal, le parti de l'ancien maire de Montréal, Gérald Tremblay. Leo Housakos a également décidé de rembourser 6 710 $ en dépenses considérées comme illégitimes par le vérificateur général du Canada.
Le 21 juillet 2022, Pierre Poilievre, l'un des aspirants chefs du Parti conservateur du Canada, annonce qu'il refuse de participer à un troisième débat dans la course à la chefferie alors que la très grande majorité (64 %) des membres du parti qui ont participé à un sondage souhaitait la tenue d'un tel débat. Poilievre et Leslyn Lewis ont tous deux refusé de participer, s'exposant ainsi à une amende de 50 000 $ imposée par le parti; cette amende étant financée par les fonds (plus de 4 millions de dollars canadiens) qu'il a récoltés auprès de ses partisans.[réf. nécessaire]
Il est largement élu à la tête du parti, obtenant 68,15 % des voix sur 400 000 votants, loin devant son principal concurrent, l’ancien premier ministre du Québec Jean Charest (16,07 %). Cependant, selon un sondage Abacus (en) tenu en septembre 2022, 34 % des répondants au Canada ont une impression négative et 29 % une impression positive de Poilievre (37 % sont indécis).

### Chef du Parti conservateur et élections fédérales de 2025
Pierre Poilievre est le leader conservateur lors des élections fédérales de 2025, dont il apparaît largement favori en début d'année selon les enquêtes d'opinion. Lors du scrutin du 28 avril, les conservateurs arrivent en seconde position, et Poilievre est battu dans sa propre circonscription de Carleton par le candidat libéral Bruce Fanjoy. Malgré sa défaite, il affirme son intention de rester chef du Parti conservateur. Le 2 mai, le député Damien Kurek, élu dans la circonscription fédérale de Battle River—Crowfoot, en Alberta, une des plus conservatrices du pays, annonce sa démission afin de permettre à Poilievre de briguer de nouveau un siège à la Chambre des communes lors d'une élection partielle. Kurek démissionne effectivement le 17 juin 2025, ouvrant ainsi la voie à une élection anticipée prévue le 18 août,.

### Opinions politiques
Pierre Poilievre est proche de la droite libertarienne. Hélène Jouan, du journal Le Monde, décrit Poilievre comme appartenant à la frange la plus radicale du Parti conservateur. Son soutien au Convoi de la liberté et au mouvement de lutte contre les mesures sanitaires lui a permis de gagner fortement en popularité, alors qu'Erin O'Toole, le chef du parti, s'était montré des plus tièdes dans son soutien aux camionneurs. Il lui a été reproché de flirter avec des théories complotistes et leurs auteurs.
Lui-même se présente comme candidat « antiwoke ». Il est cependant pro-choix concernant l'avortement et soutient la reconnaissance du mariage homosexuel, bien qu'il se soit opposé à sa légalisation en 2005,.
En 2021, Poilievre soutient que les déficits, la création monétaire, les taux d'intérêt très bas et la taxe carbone sont les principales raisons qui expliquent l'inflation. Il plaide pour la normalisation des cryptomonnaies comme moyen de sortir de l'inflation,. Critique féroce de la Banque du Canada, il promet, s’il devient premier ministre, de lui retirer notamment son pouvoir d’imprimer les dollars canadiens. Il souhaite couper le financement de la plupart des médias publics, ce qui conduirait à leur disparition ou à leur privatisation.
Il est pro-pétrole, déclarant vouloir augmenter la production canadienne en développant les moyens de transport du pétrole d’un bout à l’autre du pays, et abolir la taxe carbone, censée réduire l’impact sur l'environnement. Il souhaite aussi relancer GNL Québec, le projet ayant été suspendu en 2021 à la suite d'un rapport très critique du Bureau d’audiences publiques sur l’environnement (BAPE). Il prévoit de lutter contre le réchauffement climatique avec des technologies vertes. Ces technologies incluent le séquestration géologique du dioxyde de carbone et les voitures électriques,.
Il est partisan de la monarchie canadienne comme régime politique et constitutionnel actuel,.
À cause de ses idées et de ses rapprochements avec les notions libertariennes (entre autres, l'antagonisme contre les politiques qui visent à combattre le changement climatique et la pollution), Poilievre a été comparé avec Donald Trump.
Pierre Poilievre, a annoncé son intention de créer des zones canadiennes prêtes à bâtir pour accélérer l’octroi de permis de construction pour les entreprises, incluant des projets comme GNL Québec. Cette initiative permettrait d’identifier des emplacements adaptés à des infrastructures industrielles et de pré-approuver les permis avant les demandes officielles. Lors de son discours à Saguenay, il a affirmé que le soutien au projet GNL Québec avait évolué, bien que ce dernier ait été rejeté par les autorités environnementales pour des raisons de viabilité et d’acceptabilité sociale.

## Résultats électoraux
Modèle:Élection partielle canadienne de 2025 — Battle River—Crowfoot